# Balahovit
Balahovit (in armeno Բալահովիտ?, fino al 1968 Mhub) è un comune dell'Armenia di 3 542 abitanti (2009) della provincia di Kotayk'.